# Božidar Jović
Božidar Jović, hrvaški rokometaš, * 13. februar 1972.
Leta 1996 je na poletnih olimpijskih igrah v Atlanti v sestavi hrvaške reprezentance osvojil zlato olimpijsko medaljo.